# Травин, Николай Васильевич
Николай Васильевич Травин (23 февраля 1898 — 18 августа 1964) — генерал-майор артиллерии ВС СССР, генерал бригады Народного Войска Польского.

## Биография
Родился 23 февраля 1898 года в местечке Варушская слобода Симбирской губернии. Окончил 8 классов реального училища. С февраля 1916 года в рядах Русской императорской армии, учился в юнкерском артиллерийском училище. В августе 1916 года произведён в прапорщики и назначен командиром артиллерийского взвода. Участник Гражданской войны в России (сражался против войск Юденича, выступал на Северо-Западном фронте), с августа 1918 года в РККА, командир взвода и батареи. С августа 1919 года начальник связи, адъютант отдельного артиллерийского дивизиона. С января 1932 года командир дивизиона ПВО, с января 1937 года начальник штаба, с июня — командир 180-го полка ПВО. Участник войны в Финляндии, осенью 1940 года возглавил 3-й корпус ПВО (Ленинград).
На фронте Великой Отечественной войны с 1941 года, участник обороны Ленинграда и Баку. Обеспечивал безопасность Ладожской ледовой трассы (с мая 1943 года командир войск Ладожского дивизионного района ПВО). 1 июля 1944 года произведён в генерал-майоры артиллерии и назначен командиром 77-й дивизии ПВО. С 16 марта 1945 года командир артиллерии и заместитель командира Ленинградской артиллерии ПВО. С 8 октября 1945 года служил в 16-м особом корпусе ПВО, с 25 июня 1949 года командир артиллерии Ленинградского района ПВО.
8 января 1950 года направлен в Войско Польское как генерал бригады. 23 января возглавил организованно-подготовительную группу командования ПВО Польши. 21 марта назначен командиром ПВО Польши, 12 июля 1951 года — командиром пограничных Войск ПВО . 13 ноября 1952 года освобождён от занимаемой должности и вернулся в СССР, уступив пост С.С.Сазонову.
Продолжал службу в Ленинградском районе ПВО и Беломорском районе ПВО. В отставке с сентября 1956 года. Скончался 18 августа 1964 года.

## Награды
- Орден Возрождения Польши III степени (1952)
- Орден Ленина
- Орден Красного Знамени (трижды)
- Орден Кутузова II степени
- Медаль «XX лет РККА»
- Медаль «За победу над Германией»
- Другие медали